# 韦尔 (厄尔-卢瓦省)
韦尔（法語：Ouerre，法語發音：[wɛʁ]）是法国厄尔-卢瓦省的一个市镇，属于德勒区。该市镇总面积12.73平方公里，2009年时的人口为680人。

## 人口
韦尔人口变化图示